# Heideviltmollisia
De heideviltmollisia (Mollisia obscura) is een schimmel behorend tot de familie Mollisiaceae. Hij komt voor op dode stengels van struikheide (Calluna vulgaris).

## Verspreiding
In Nederland komt de heideviltmollisia zeer zeldzaam voor. 